# 부려
부려(傅厲, ? ~ ?) 또는 부창(傅敞)은 전한 후기의 인물로, 북지군 의거현(義渠縣) 사람이다. 부개자의 아들로, 《사기》와 《한서》의 기록이 상이한 인물이다.

## 행적
부개자의 뒤를 이어 의양후(義陽侯)에 봉해졌으나, 재산을 놓고 다툰 죄로 작위가 박탈되었다. 이는 《사기》의 기록으로, 《한서》에서는 죄를 지었기 때문에 작위 자체를 잇지 못하였다고 한다.

## 출전
- 사마천, 《사기》
  - 권20 건원이래후자연표
- 반고, 《한서》
  - 권17 경무소선원성공신표
  - 권70 부상정감진단전